# Dariusz Basiński
Dariusz Basiński (ur. 5 maja 1967 w Katowicach) – polski aktor filmowy i teatralny. Współtwórca Mumio. Współzałożyciel Teatru GuGalander – działał w nim w latach 1986–1995. W latach 1995–2000 współtworzył Teatr Epty-a. Jest mężem Jadwigi Basińskiej, również współtwórczyni Mumio. Mieszka w Tychach.

## Filmografia

### Role filmowe
- 2010: Cudowne lato – właściciel
- 2005: Metanoia – przewodnik
- 2005: Barbórka – pijany Mikołaj
- 2006: Hi Way – Pablo
- 2007: Latarnik – latarnik
- 2007: Raj za daleko – sprzedawca na stacji benzynowej
- 2010: Podróż na wschód – zawiadowca

### Teatr
- 1987 – 1996: role w spektaklach teatru Gugalander, m.in. Ubu w Królu Ubu Jarry’ego, Orestes w Elektrze Eurypidesa”, Doktor w Woyzecku Buchnera, Falstaff w Falstaff  na podstawie Henryka IV i Henryka V Williama Szekspira.
- od 1996 w Teatrze Epty-a (później Mumio) – spektakle: Kabaret Mumio, Lutownica ale nie pistoletowa tylko taka kolba.

### Teatr TV
- 1999: Nóż w głowie Dino Baggio – rzecznik
- 1999: A jednak Olimpiada w Zakopanem! – Pompowy, Tłumacz

### Muzyka
- 2006 – Hi Way, współautor (wraz z Jarosławem Januszewiczem) muzyki do filmu Hi Way Jacka Borusinskiego, wykonawca partii instrumentalnych (wraz z Jarosławem Januszewiczem) i wokalnych (wraz z Jadwigą Basińską). Soundtrack z filmu ukazał się na płycie CD nakładem EMI Polska.
- 2011 - Asi Mina - Wybiegły, głos i słowa w poszczególnych ścieżkach.

### Literatura
- 2008: Motor kupił Duszan – książka wydana nakładem wydawnictwa „Znak”, Nagroda za debiut roku Silesius 2009

## Najważniejsze nagrody
- 1999: II miejsce dla „Mumio” w konkursie interpretacji piosenki oraz Nagroda ZASPu za najlepszą interpretację piosenki na XX Przeglądzie Piosenki Aktorskiej we Wrocławiu.
- 2001: Nagroda im. Leona Schillera dla „Mumio”.
- 2005: Wiktory w kategoriach Piosenkarz lub artysta estrady oraz Największe odkrycie telewizyjne wraz z Jadwigą Basińską i Jackiem Borusińskim.